# Oskar Pisko
Oskar Pisko (* 6. November 1876 in Wien, Österreich; † 2. Dezember 1939 ebendort) war ein Rechtswissenschaftler, der mit seiner Forschung gemäß einer strengen juristischen Methode bedeutende Einfluss auf die deutschsprachige Rechtspraxis hatte.
Pisko übte u. a. durch seine Bearbeitung des Staubschen Kommentars zum Allgemeinen Deutschen Handelsgesetzbuch für Österreich und die Kommentierung wesentlicher Teile des Klang-Kommentars zum Allgemeinen Bürgerlichen Gesetzbuch maßgeblichen Einfluss auf die Rechtspraxis in Österreich aus.
Zu seinen bekanntesten Werken zählen u. a. "Die beschränkte Haftung des Einzelkaufmannes" (1910), "Entwurf eines Handelsgesetzbuches" (1920) und "Handelsgesetze als Quelle des bürgerlichen Rechts. Ein Beitrag zur Lehre von der Analogie" (1935).

## Leben
Pisko, Sohn eines Rechtsanwaltes, besuchte das Gymnasium in Wien und studierte anschließend Rechtswissenschaften an der Universität Wien, wo er 1898 zum Dr. jur. promovierte. Ab 1897 im Justizdienst tätig, legte er 1899 die Richteramtsprüfung ab und arbeitete bis 1918 als Richter und als Landesgerichtsrat.
Überdies war er als Dozent für österreichisches Handelsrecht an der Wiener Handelsakademie tätig. 1909 habilitierte er sich mit der Arbeit "Das Unternehmen als Gegenstand des Rechtsverkehrs" als Privatdozent für Handelsrecht an der Universität Wien. Neun Jahre später folgte der Aufstieg zum Extraordinarius für Handels- und Wechselrecht, 1921 erhielt er den Titel eines o. Prof., um ab 1924 als ordentlicher Professor für bürgerliches Recht zu fungieren. Er wurde u. a. auch Mitglied der Staatsprüfungskommission und der Richteramtsprüfungskommission wie auch der Kommission für das Lehramt an höheren Handelsschulen.
Weil er Jude war, beurlaubte ihn das Unterrichtsministerium per 22. April 1938. Wenig später erfolgte seine Versetzung in den Ruhestand. Pisko erkrankte wenige Monate danach schwer und verstarb schließlich im Dezember 1939 an den Folgen der Krankheit.